# Гирск
Гирск (бел. Гірск) — деревня в Кобринском районе Брестской области Белоруссии. Входит в состав Киселевецкого сельсовета.
По данным на 1 января 2016 года население составило 131 человек в 75 домохозяйствах.
В деревне расположен магазин.

## География
Деревня расположена в 17 км к юго-востоку от города Кобрин, 9 км от станции Городец и в 63 км к востоку от Бреста.
На 2012 год площадь населённого пункта составила 1,75 км² (175 га).

## История
Населённый пункт известен с 1897 года. В разное время население составляло:
- 1999 год: 138 хозяйств, 253 человека;
- 2005 год: 120 хозяйств, 212 человек;
- 2009 год: 139 человек;
- 2016 год[2]: 75 хозяйств, 131 человек;
- 2019 год[1]: 86 человек.

## Достопримечательность
- Деревянный ветряк. Мельница построена Григорием Дроздом в конце 1920-х гг. на заработанные во время поездки в Америку деньги. Раньше она стояла в соседней деревне Болота, но в 2010 г. была перевезена в Гирск и реконструирована. Сейчас это практически заново построенная мельница, однако жернова и некоторые другие важные её детали оригинальны. Ветряк рабочий. Высокий обшитый досками каркас с двухскатной крышей поворачивается вокруг центрального столба, закрепленного на крестовине из толстых бревен — козлах. С крыльями при необходимости поворачивается по ветру и вся мельница с располагающимся внутри неё механизмом. Мельница в 2000 г. была внесена в Государственный список историко-культурных ценностей.